# آگونیست گیرنده ملاتونین
آگونیست‌های گیرنده ملاتونین آنالوگ‌های ملاتونین هستند که به گیرنده ملاتونین متصل شده و فعال می‌شوند. آگونیست‌های گیرنده ملاتونین کاربردهای درمانی متعددی از جمله درمان اختلالات خواب و افسردگی دارند. انگیزه کشف و توسعه آگونیست‌های گیرنده ملاتونین، نیاز به آنالوگ‌های قوی‌تر از ملاتونین، با فارماکوکینتیک بهتر و نیمه عمر طولانی تر بود. آگونیست‌های گیرنده ملاتونین با ساختار ملاتونین به عنوان یک مدل ساخته شدند.
گیرنده‌های ملاتونین گیرنده‌های جفت شده با پروتئین G هستند و در بافت‌های مختلف بدن بیان می‌شوند. دو زیرگروه گیرنده در انسان وجود دارد، گیرنده ملاتونین ۱ (MT۱) و گیرنده ملاتونین ۲ (MT۲). آگونیست‌های ملاتونین و گیرنده ملاتونین، در بازار یا در آزمایش‌های بالینی، همگی به هر دو نوع گیرنده متصل و فعال می‌شوند.
اتصال آگونیست‌ها به گیرنده‌ها از سال ۱۹۸۶ مورد بررسی قرار گرفته‌است، اما هنوز به‌طور کامل شناخته نشده‌است. هنگامی که آگونیست‌های گیرنده ملاتونین به گیرنده‌های خود متصل می‌شوند و آنها را فعال می‌کنند، باعث ایجاد فرایندهای فیزیولوژیکی متعددی می‌شود.